# دودلي أ. وايت
دودلي أ. وايت هو صحفي وسياسي أمريكي، ولد في 3 يناير 1901 في نيو لندن في الولايات المتحدة، وتوفي في 14 أكتوبر 1957 في ديلاوير في الولايات المتحدة. نشط حزبياً في الحزب الجمهوري. وقد انتخب عضو مجلس النواب الأمريكي ‏.